# Tauste
Tauste je město v provincii Zaragoza v autonomním společenství Aragonie ve Španělsku. Je to hlavní město stejnojmenného okresu, náleží do aragonské comarcy Cinco Villas. Leží v údolí řeky Ebro. Žije zde téměř 7 000 obyvatel. Patří do římskokatolické diecéze v Zaragoze.

## Historie
První osídlení oblasti pochází z pravěku, z doby bronzové se dochovala keltská keramika a na skále stopy konstrukcí keltského oppida, které je doloženo také písemně. Sídlo městského typu trvalo v období římské antiky, Tauste je vyznačeno již na Ptolemaiově mapě Iberského poloostrova ze 2. století. Po pádu Římské říše zde od 8. do 11. století existovalo muslimské sídlo éry Al-Andalus, jež v letech 2013-2020 zmapovali španělští archeologové v čele s Javierem Nunezem Arcem. Zdokumentovali přes 400 islámských hrobů, které určili podle výhradní orientace koster hlavami směrem k Mekce. Muslimská komunita zde měla také mešitu, jejíž minaret byl později přestavěn na věž mariánského chrámu.
Ačkoliv král Alfons I. Aragonský roce 1105 zařadil Tauste do teritoria křesťanských království, v témže roce je získali Almorávidé, kteří v roce 1110 dobyli také Zaragozu. Teprve v roce 1121 bylo město definitivně začleněno do Aragonského království, ve stejné době jako sousední Borja.
Navarrové obsadili za vlády Garcíi Ramíreze v roce 1146 Tauste jen na krátko, Alfons VII. z Leónu působil jako rozhodčí mezi oběma královstvími.
Král Ramiro II. Aragonský udělil Tauste městská práva a privilegia listinou z roku 1138. Krátce poté se začal stavět románský kostel sv. Michaela (později zasvěcený sv. Antonínovi Velikému) a na konci 13. století kostel Santa María. Král Alfons V. v roce 1423 povolil zřízení gymnázií a uměleckých škol.
Židovská komunita s vlastní synagogou v Tauste existovala až do vyhnání v roce 1492. Stavbou hradeb byla ovšem oddělena od křesťanského města. Ve 13. století byla na místě nejstaršího sídla zahájena stavba mariánského chrámu v gotickém stylu. Na hospodářský a obchodní rozvoj města měla zásadní vliv výstavba říčního kanálu v několika etapách, zejména v roce 1524 za císaře Karla V. Habsburského. Jím bylo Tauste říční dopravou propojeno s dalšími navarrskými městy. 
V bojích o nezávislost zvítězilo vojsko Tauste nad Francouzi 25. září 1811. 
Další válečné události přineslo 20. století v podobě občanské války a osvobozeneckého boje proti Frankovu režimu.  
V současnosti je město známé turistikou.

## Památky
- Iglésia Santa María (kostel Panny Marie) - trojlodní cihlová bazilika, stavba zahájena koncem 13. století, vysvěcena roku 1320 a dokončena ve 2. polovině 14. století v mudéjarském stylu pozdní gotiky. Má osmibokou věž se třemi zvony a významné vnitřní zařízení: hlavní oltář má čtyřstupňový renesanční retábl s výjevy ze života Panny Marie a Krista, na predele je pašijový cyklus, dřevořezby pocházejí ze 16. století, antependium je barokní; druhý oltář má barokní retábl s dřevořezbami ze 17. století). Nejstarší je gotický oltář sv. Anny s deskovými malbami z 15. století a malovaný deskový oltář Korunování Panny Marie z roku 1546.
- Kostel sv. Antonína Velikého - románský; polokruhový presbytář byl založen ve 12. století, celý chrám postaven ve 13. století, restaurován v roce 2021.
- Eremitáž (poustevna) Panny Marie Na Sloupu (patronky Zaragozy), barokní z 18. století

## Galerie

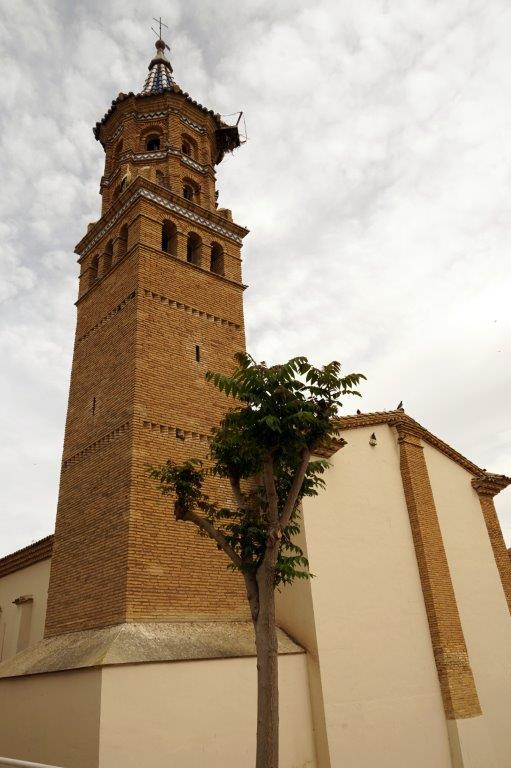
Kostel sv. Antonína
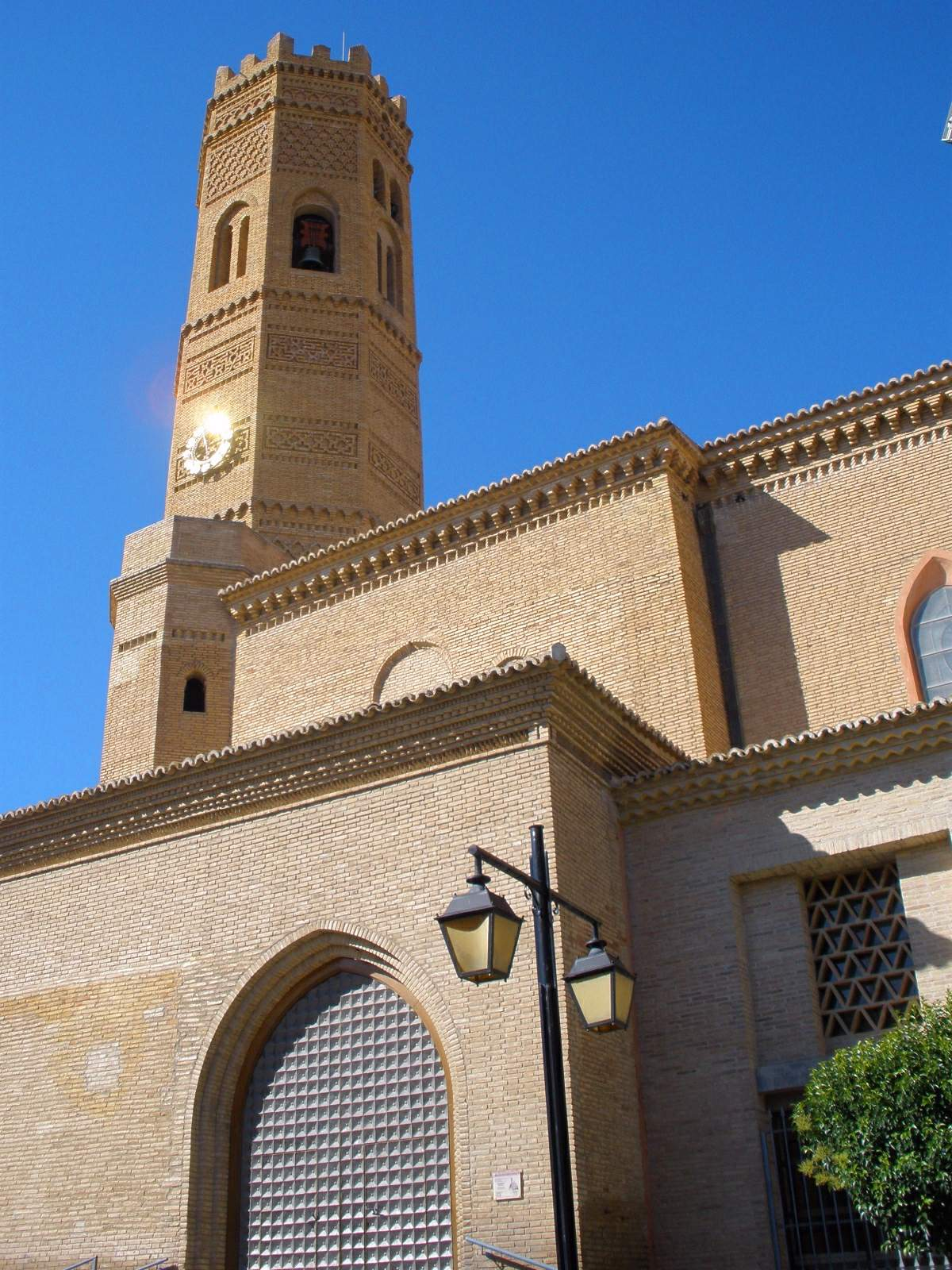
Kostel Panny Marie
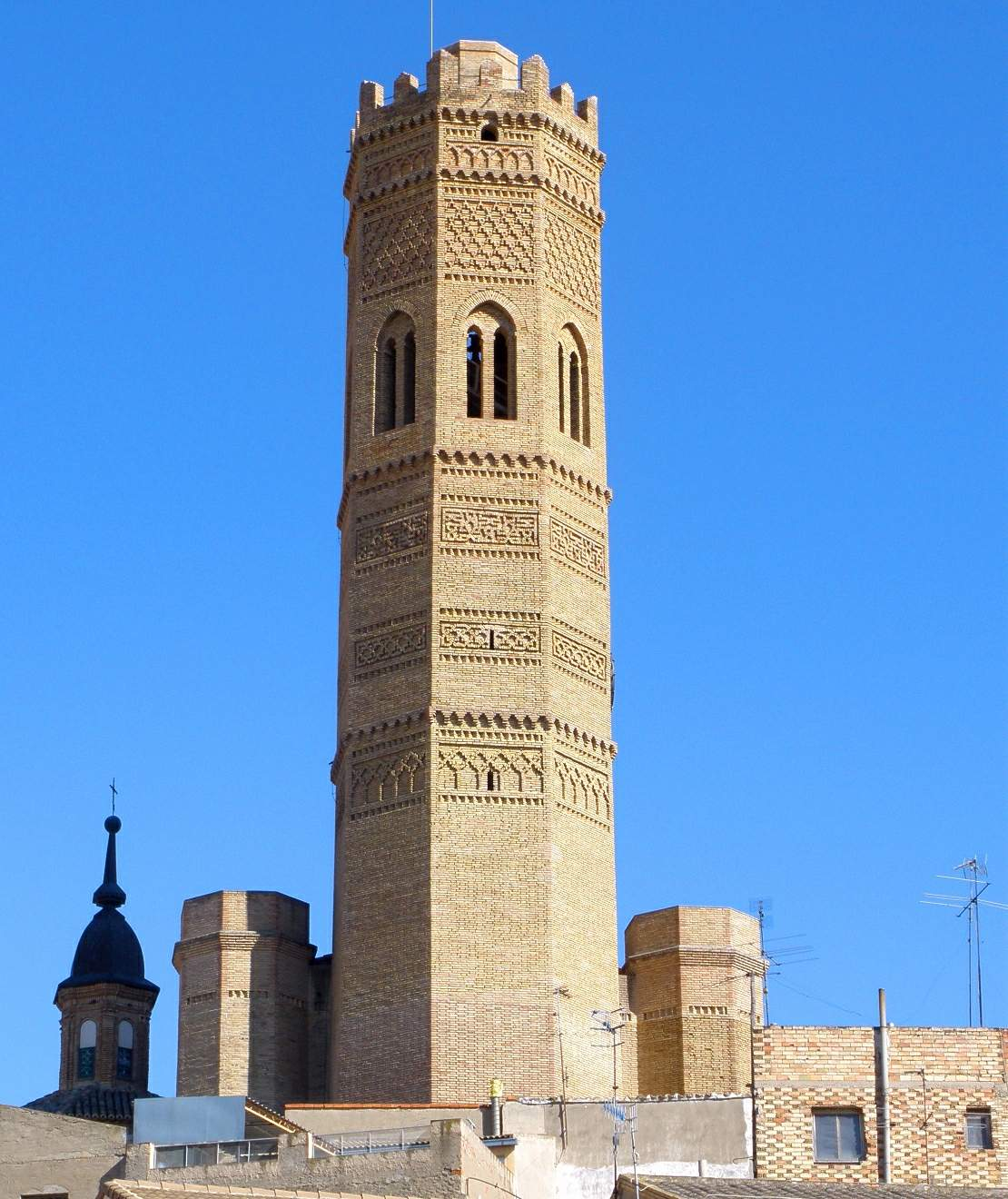
Věž mariánského kostela (minaret)
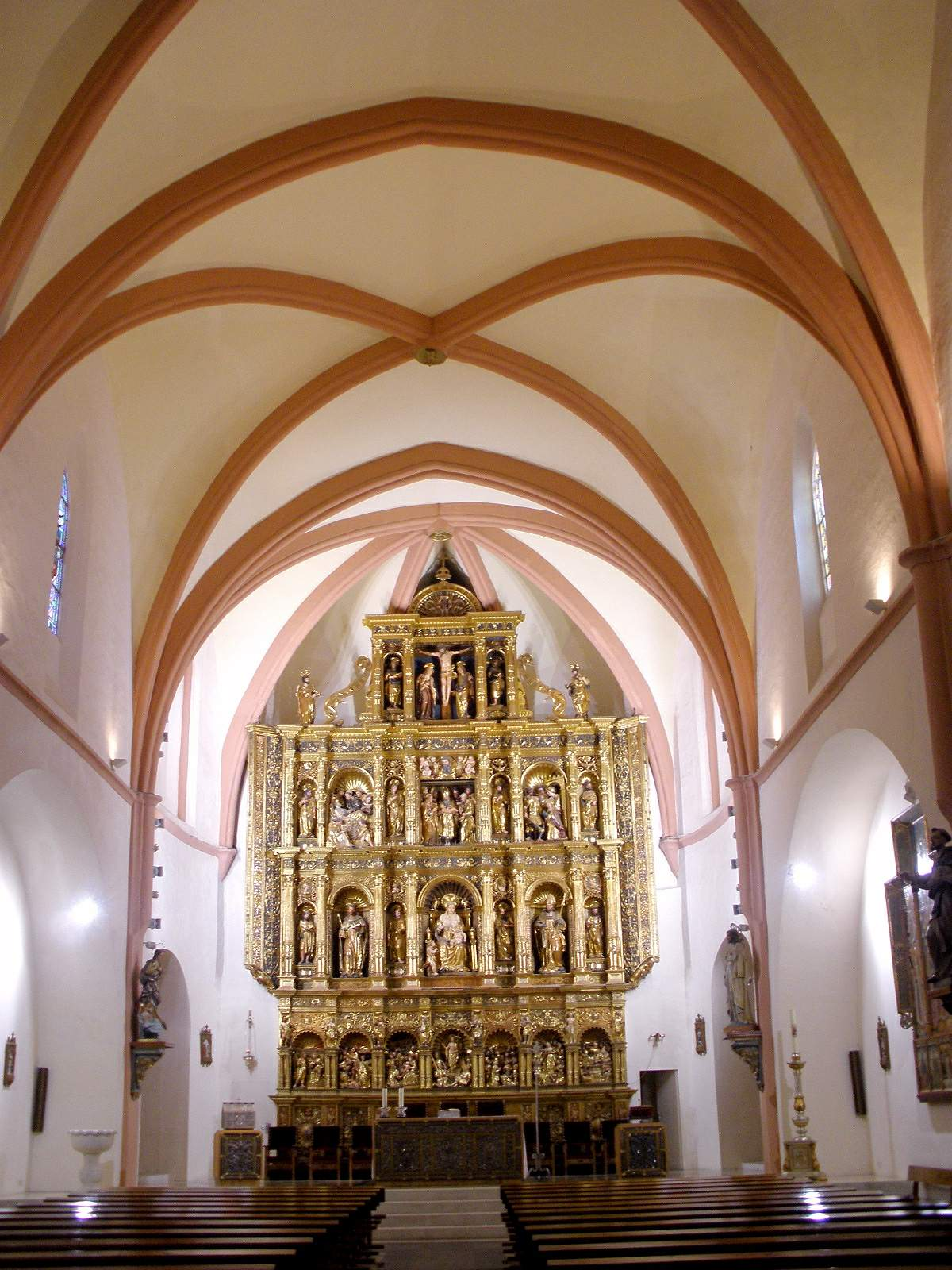
Závěr mariánského kostela
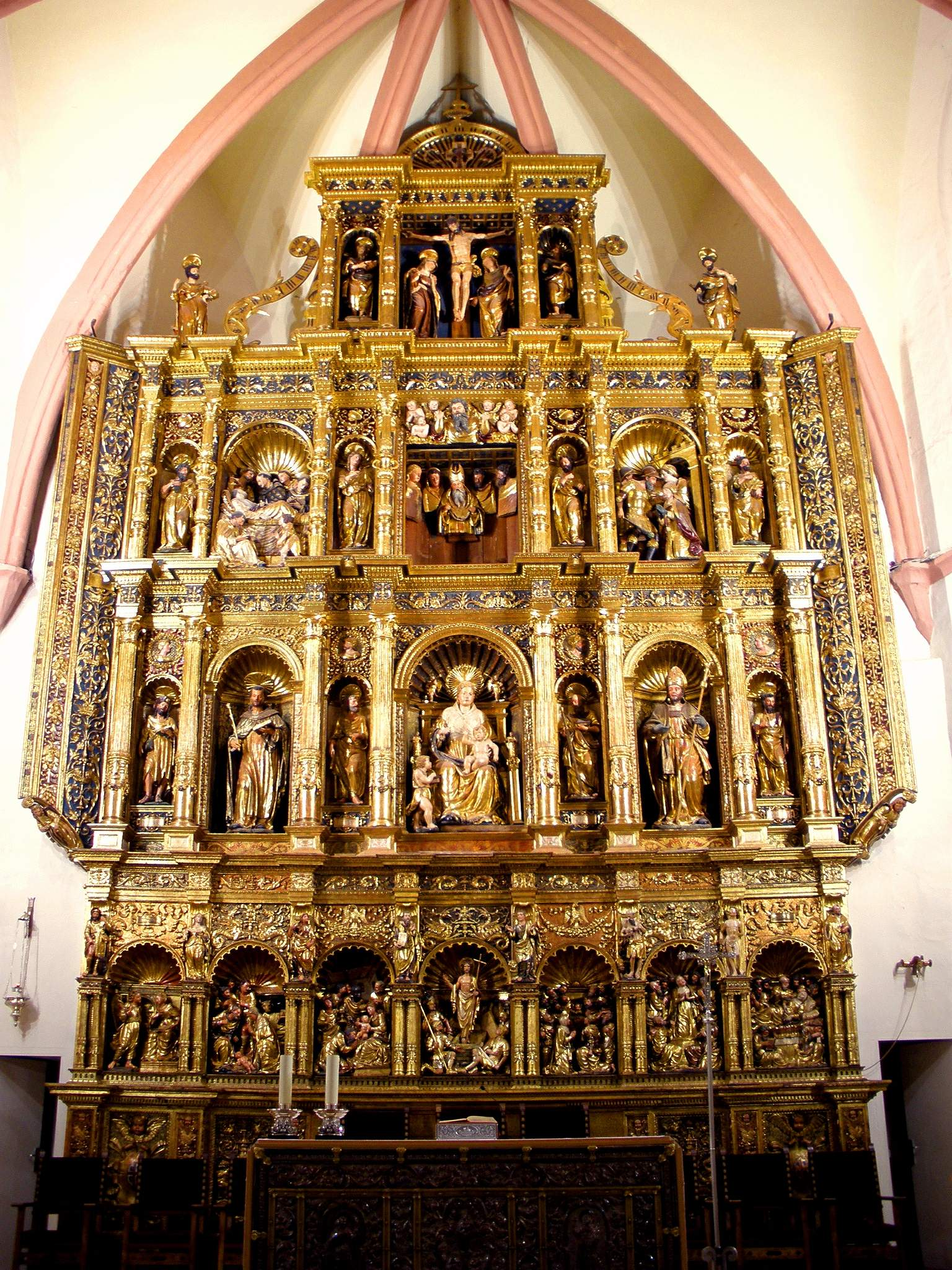
Hlavní oltář
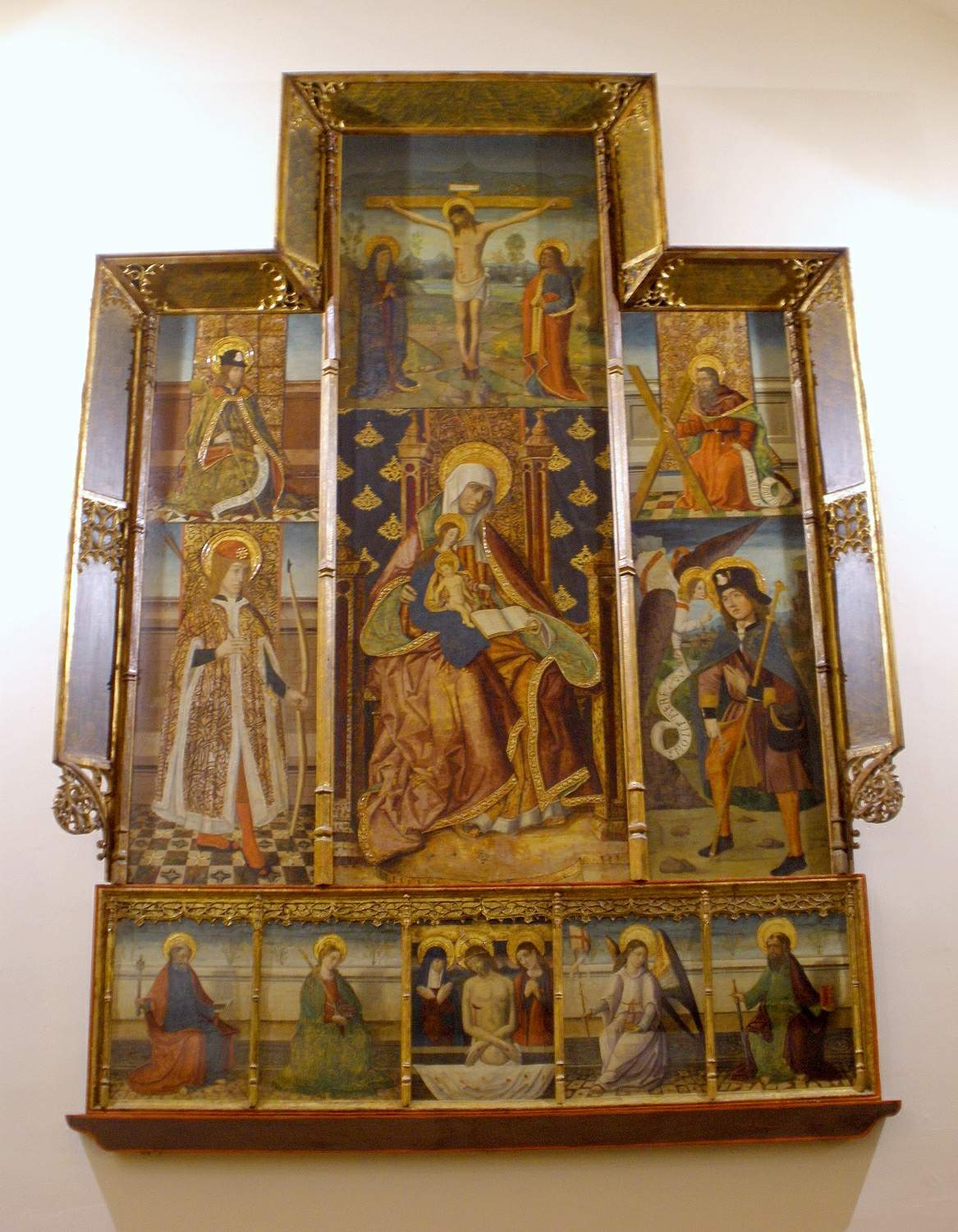
Gotický oltář sv. Anny

## Sport
Fotbalový Club Deportivo Tauste existuje od roku 1945 a hraje ve II. španělské lize. Tenisová asociace pořádá každoročně mezinárodní tenisový turnaj mužů i žen.

## Osobnosti
- Fray Antonio Asensio Andrés (1280-kolem 1320), františkánský teolog
- Juan Belveder (16. století), matematik
- Marcelino Uberte de la Cerda (17. století), lékař, autor lékařských knih, básník
- Juan de Jarauta Zapata (1664–1717), zlatník
- Jaime Ortega y Olleta (1817–1860), voják a politik

## Partnerská města
- Espalion, Francie
- Langhirano, Itálie